# Bonang
Il bonang è uno strumento musicale indonesiano utilizzato nel gamelan giavanese. È costituito da un insieme di piccoli gong (a volte chiamati "pentole") posti orizzontalmente su corde in una cornice di legno (rancak), distribuiti su una o due file. Tutti i gong hanno una borchia centrale, ma attorno ad essa quelli di tonalità inferiore hanno la testa appiattita, mentre la testa di quelli più alti è arcuata. Ciascuno è sintonizzato su un tono specifico nella scala appropriata, quindi ci sono diversi bonang per pelog e slendro. Di solito vengono percossi con bacchette o bastoni (tabuh) avvolti da un panno per attutirne il colpo. Il bonang è simile agli altri gong utilizzati nel gamelan, nel kethuk, nel kempyang e nel kenong. Può essere realizzato in bronzo forgiato, ferro saldato e martellato a freddo o una combinazione fra le varie soluzioni. Oltre al bonang classico, nel gamelan in stile Suriname e in alcuni gamelan americani si trovano spesso bonang economici fatti di piastre di ferro o ottone martellato con borchie in rilievo. Nel gamelan giavanese centrale ci sono tre tipi di bonang usati:

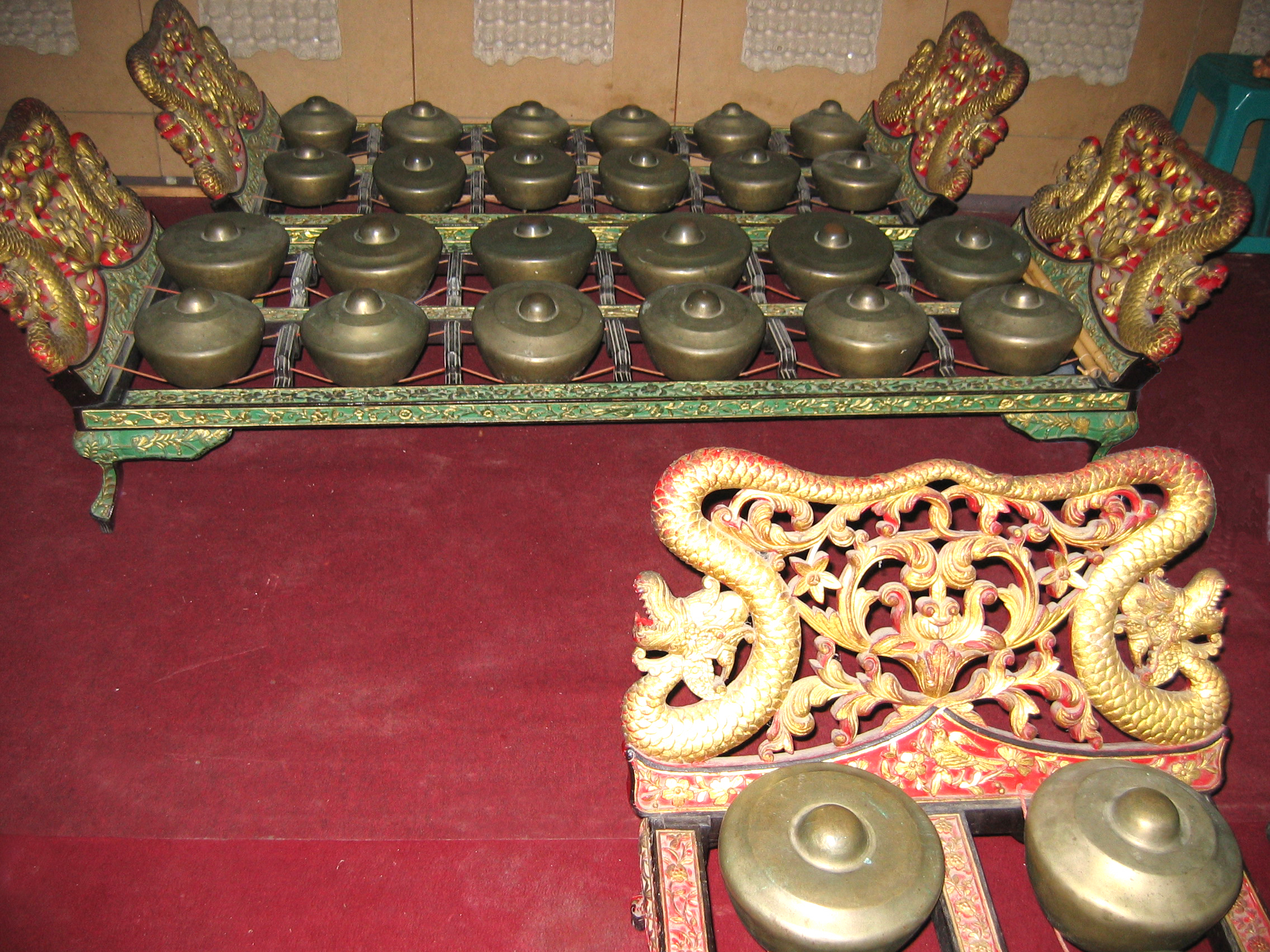
Bonang giavanese a Surakarta

- Bonang panerus è quello dal suono più alto, e prevede l'utilizzo di gong più piccoli. In genere copre due ottave (a volte più in slendro su strumenti in stile solonese), coprendo approssimativamente la stessa estensione del saron e del pechino combinati. Suona i ritmi più veloci del bonang, sia ad incastro che suonando al doppio della velocità del bonang barung.
- Bonang barung è intonato un'ottava sotto il bonang panerus, e generalmente copre anche due ottave, approssimativamente della stessa estensione del demung e del saron combinati. Questo è uno degli strumenti più importanti dell'ensemble, poiché fornisce molti degli spunti ritmici agli altri suonatori coinvolti nel gamelan.
- Bonang panembung è il più basso. È più comune nel gamelan in stile Yogyanese, che copre approssimativamente la stessa gamma di Slenthem e Demung combinati. Quando è presente nel gamelan in stile solonese, può avere solo una fila di sei (slendro) o sette gong che suonano nello stesso registro dello slenthem. È riservato al repertorio più austero.

Le parti suonate dal bonang barung e dal bonang panerus sono più complesse di quelle previste per molti strumenti nel gamelan; quindi, è generalmente considerato uno strumento di elaborazione (o Panerusan). A volte è impiegato per melodie basate sul balungan, sebbene generalmente modificate in modo semplice. Tuttavia, può anche riprodurre pattern più complessi, ottenuti combinando pattern barung e panerus, come l'alternanza di parti ad incastro (imbal) e l'interpolazione di pattern melodici floridi (sekaran).
Il kolenang, un bonang la cui singola fila di gong è disposta a forma di V o U, è uno strumento melodico di punta nel Sundanese Gamelan degung.
Il bonang è simile al reong balinese e al kulintang a fila singola delle Filippine meridionali e del Borneo.